# Diccionari General Occitan Cantalausa
El Diccionari General Occitan Cantalausa és un diccionari en occità, obra de Loís Combas, fou publicat el 2002 per Edicions Cultura d'Òc. Té més de 100.000 entrades i 200.000 definicions i 1.056 pàgines i és el primer diccionari occità en què les definicions també són en aquesta llengua.
Incorpora tots els mots dels anteriors diccionaris de Frederic Mistral i Loís Alibèrt afegint-hi paraules noves i neologismes de tota mena. La majoria d'entrades són en dialecte llenguadocià, però també hi apareixen mots propis d'altres dialectes. L'autor, Loís Combas, més conegut com a Joan de Cantalausa, hi dedicà vint anys de la seva vida i el dedicà als occitanistes i catalanistes de tot el món.